# Jacques Courtois
Jacques Courtois (Saint-Hippolyte, 1621 - Roma, 20 de mayo de 1676), más comúnmente conocido como il Borgognone o le Bourgignon (en español el Borgoñón) o a veces por la traducción al italiano de los nombres Giacomo Cortese o Giacomo Borgognone,  fue un pintor del Franco Condado de Borgoña.

## Vida

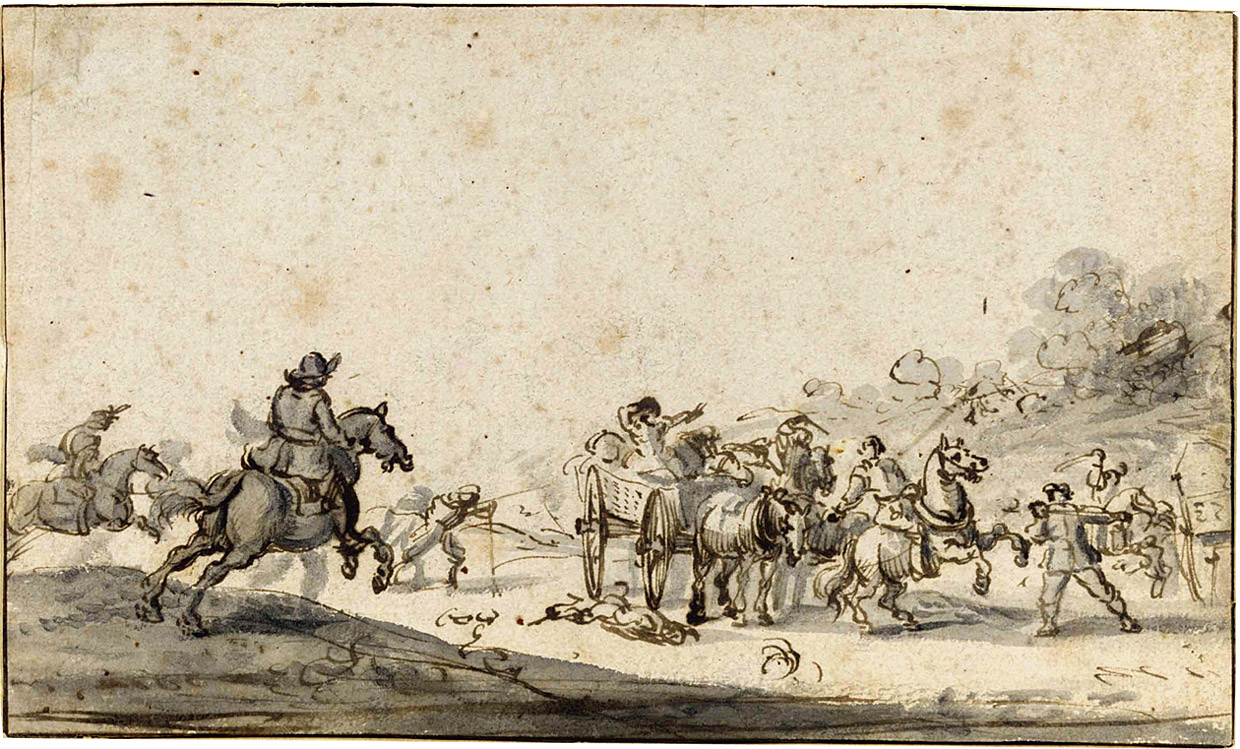
Dibujo de Jacques Courtois describiendo un asalto de unos merodeadores a unos viajeros

Jacques Courtois nació en la ciudad de Saint-Hippolyte (ahora Francia), cerca de Besanzón. Era hijo de un pintor bajo cuya tutela comenzó a aprender el oficio. A la edad de 15 años viajó a Italia para ampliar sus estudios, siendo recibido en Milán por un noble de origen también borgoñón. Durante tres años se ganó la vida como soldado del ejército español (en un regimiento de Franco Condado), experiencia que luego influiría en su obra.
Tras ver algunas pinturas de batallas, se reavivó su vocación artística. Se fue a Bolonia, donde estudió en el taller de Guido Reni, tras lo cual se mudó a Roma, donde pintó en un monasterio cisterciense el Milagro de los panes y los peces. Ahí se asentó, comenzando a pintar según su propio estilo, especializándose en la pintura de batallas, en lo que fue reconocido como maestro por Cerquozzi, alias Michelangelo delle Battaglie.
Pronto obtuvo reconocimiento y se casó con la hija de otro pintor, María Vagini, que murió tras siete años de matrimonio. El príncipe Matías de Toscana le empleó en la decoración de su villa Lappeggio, donde representó con exactitud algunos de sus triunfos militares. En Venecia trabajó para el senador Sagredo, para el que pintó varios cuadros de batallas. En Florencia entró en la Compañía de Jesús, tomando los hábitos en Roma en 1655, lo que fue interpretado por las malas lenguas como un intento de escapar de la condena por envenenar a su esposa.
Como jesuita, pintó varias obras para casas de la orden. Vivió piamente en Roma hasta su muerte por apoplejía el 20 de mayo de 1676 (aunque algunas fuentes hablan de 1670 o 1671).

## Estilo

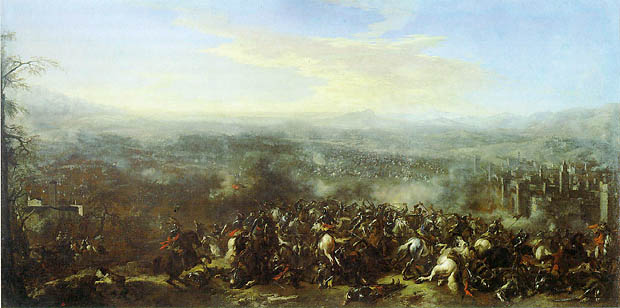
La Batalla de Nördlingen

El estilo de Courtois es bastante singular, pues muestra una peculiar mezcla entre la escuela de su Franco Condado natal y la Italia adoptiva. Presenta algunos rasgos similares el pintor de Danzig Pandolfo Reschi, que fue su pupilo, y su hermano Guillaume, quien también pintó en Italia.
Las escenas de batallas reflejan un gran sentido del movimiento y colores cálidos (hoy en día a veces oscurecidos por el paso del tiempo), que diferencian su estilo del de Salvator Rosa, mostrando todo ello un gran manejo del pincel. Son cuadros ligeros en su ejecución, presentando las batallas desde una cierta distancia para dar algo de perspectiva, y que muestran una gran violencia.
Pintó a lo largo de su vida numerosos cuadros, muchos de los cuales no firmó. Los cuadros más estimados de su mano en el mercado del arte son los de medianas dimensiones.